# 금산 천내리 고인돌
금산 천내리 고인돌(錦山 天內里 고인돌)은 대한민국 충청남도 금산군 제원면 천내리에 있는 고인돌이다. 1995년 3월 6일 충청남도의 문화재자료 제335호로 지정되었다.

## 개요
모두 12기의 고인돌로 천내강을 굽어보고 있다. 마을에서는 이 고인돌들을 팔선바위라 하여 신성시하고 함부로 건드리지 않는다. 주변 입지는 용화리에서 흘러온 금강의 물줄기가 이 구릉을 S자 형태로 휘어돌아 충청북도 영동 쪽으로 빠져나가고 금산읍에서 나오는 봉황천과 천내천이 합류하는 곳이다.
천내리 고인돌의 형태는 개석식 또는 바둑판식이며, 개석의 형태는 사각형 또는 부정형이며 200m 안팎의 크기이다. 주민들에 의하면 예전에 고인돌이 있는 곳에서 돌칼, 돌화살촉과 붉은 토기 등이 출토되었다고 한다.

## 참고 문헌
- 금산 천내리 고인돌 - 국가유산청 국가유산포털
- 이 문서에는 문화재청에서 공공누리 제1유형으로 배포된 자료를 바탕으로 한 내용이 포함되어 있습니다.